# Рильськ (Лодзинське воєводство)
Рильськ (пол. Rylsk) — село в Польщі, у гміні Реґнув Равського повіту Лодзинського воєводства.
Населення — 213 осіб (2011).
У 1975-1998 роках село належало до Скерневицького воєводства.

## Демографія
Демографічна структура станом на 31 березня 2011 року:
|          | Загалом | Допрацездатний вік | Працездатний вік | Постпрацездатний вік |
| -------- | ------- | ------------------ | ---------------- | -------------------- |
| Чоловіки | 117     | 28                 | 74               | 15                   |
| Жінки    | 96      | 22                 | 39               | 35                   |
| Разом    | 213     | 50                 | 113              | 50                   |